# Ophiomyia decembris
Ophiomyia decembris este o specie de muște din genul Ophiomyia, familia Agromyzidae, descrisă de Spencer în anul 1959. Conform Catalogue of Life specia Ophiomyia decembris nu are subspecii cunoscute.